# イランのユダヤ人
イランにおけるユダヤ人（波:یهودیان ایران、ローマ字転写:Yahudi-ye Irani）は、主に古代アケメネス朝時代のイラン（旧称ペルシア）に定住したユダヤ人（ヘブライ人）を指すが、呼称としては本記事ではイラン出身のユダヤ人についてはユダヤ系イラン人（ペルシア人） (英:Jewish Iranian / Persian) 、現代のイスラエル国及びユダヤ人全体の文化・歴史について述べる場合はイラン系（ペルシア系）ユダヤ人 (英:Iranian / Persian Jew) と表記する。
なお山岳ユダヤ人や中央アジアのユダヤ人などはイラン系ユダヤ人の一部とみなされることがあるが、別個の集団である。

## 歴史

### バビロン捕囚～アケメネス朝時代
イランにおけるユダヤ人の歴史は紀元前6世紀にまでさかのぼる。紀元前597年のエホヤキン王の代に新バビロニアのネブカドネザル2世がユダ王国の首都エルサレムに入城、その11年後のゼデキヤ王の傀儡政権の下ではエルサレムの神殿が破壊され、支配者や貴族たちを含む多くのユダヤ人たちは捕囚としてバビロンへ連行された（バビロン捕囚）。この頃ネブカドネザルに重用された預言者ダニエルはスサ（現イラン領シューシュ）で没したとされていることから「シュシャン（スサ）のダニエル」と呼ばれている。
紀元前537年にアケメネス朝の王キュロス2世（クロス）が新バビロニアを倒した後、バビロンのユダヤ人を初めとする捕囚は解放され、祖国への帰還を許された。このとき42,462人のユダヤ人がペルシア領となったイスラエルの地に帰還し、サマリア地方にサトラップ（総督）が置かれた。
ダレイオス1世（ダリヨス）の統治下での紀元前515年、ハガイとゼカリヤの予言を受けたゼルバベルの指揮の下でユダヤ人たちは王の協力を得てエルサレムで第2神殿を建設した。その後ユダヤ総督に命じられたネヘミヤがエルサレムに帰還、街の城壁の修復を行った。紀元前458年に預言者エズラの指導のもとで2度目の集団帰還が行われた。

#### エステル
アハシュエロス王（実在の王クセルクセス1世とされる。在位紀元前485年 - 紀元前465年）の統治下、ユダヤ人モルデカイの養女エステルは王妃ワシュティに代わる王の新しい妃となった。
その後大臣ハマンに対する敬礼をモルデカイが拒否したため、怒ったハマンは彼とエステルを含むユダヤ人を籤（プル、Pul）で決めたユダヤ暦第12月（アダル月とも。グレゴリオ暦では2月から3月の間）の13日に虐殺することにした。このときエステルはアハシュエロスにハマンの策略を暴露すると同時に自らの出自を明かし、王はハマンを処刑してユダヤ人の命を救い、モルデカイを昇進させた。後世のユダヤ人は彼女の功績を称え、アダル月14日と15日をプーリームの祭りと定めた。

### ヘレニズム時代
アレクサンドロス大王の侵攻とすぐ後のアケメネス朝の滅亡（紀元前330年）後、かつてのペルシア領内に住むユダヤ人たちは大王没後の後継者戦争により、セレウコス朝シリアとプトレマイオス朝エジプトの権力争いの地となったイスラエルの住民やエジプトのそれを除き、多くがシリアの支配下に入った。

#### ハスモン家とパルティアの関係
紀元前166年にユダ・マカバイの率いるシリアへの反乱によりユダヤ人は独立、ハスモン朝が始まったが、その約30年後にアンティオコス7世によってユダヤ人は再びシリアに隷属することとなる。紀元前129年にアンティオコスはパルティアを侵略するも敗れ戦死、ここにユダヤ人国家は復活するが、シリアによる征服の頃からパルティアにいたハスモン朝の王ヨハネ・ヒルカノス1世は、現地の君主と密約を交わしていたのだった。
セレウコス朝滅亡後、ポンペイウス率いるローマ軍はイスラエルに侵略、当時の王であったアリストブロス2世を捕らえてローマに連行、兄のヒルカノス2世を傀儡政権の君主に仕立て上げた。ところがヒルカノスは紀元前40年、パルティアの支援を受けた弟の遺児であるアンティゴノスによって捕らえられ、退位させられた。ここでパルティア領バビロンに住んでいたユダヤ人は追放されたヒルカノスを祭司の座に就かせようと考えたが、逆に当時のバビロンで内紛が起こりユダヤ人司祭がイスラエルに帰還するという出来事が起こった。

### パルティア
アルサケス朝パルティアはイラン一帯に広大な領域を支配したが、政治的には領内の属国・属王をアルサケス氏（中国名:安息）が統率する地方分権のような様態を示しており、異民族に対しては総じて寛大であった。1世紀にはアルベラ（現イラク領アルビール）に都を置いた属国アディアベネ王国の指導者層がユダヤ教に改宗し、エルサレム神殿の建設に資金を提供したという記録が残っている。
アレクサンドリアのユダヤ人共同体（ディアスポラ）で哲学者フィロンは、当時パルティア領であったバビロニアにはおびただしい数のユダヤ人が暮らしていたと書き残している。ローマとイスラエルによるユダヤ戦争の最中、さらに70年のエルサレム陥落の際には多くのユダヤ人が東方へ亡命してきた。以降バビロンのユダヤ人はローマと対立するパルティアを支援し続け、当地の君主もユダヤ人の長にレシュ・ガルタ（アラム語:ריש גלותא、ローマ字転写:Resh Galuta。流浪の民の長）という称号を授けた。
ユダヤの学者たちは3世紀前期にパルティア領スラ、ネハルデア、プンベディタの学院でタルムードを編纂した。しかしパルティアが崩壊した後、中央集権的でゾロアスター教を熱心に奉じるサーサーン朝によりスラの学院は259年に閉鎖、取り壊されることとなる。

### サーサーン朝
226年にアルダシール1世がパルティアを倒してサーサーン朝を建て、ゾロアスター教を国教に定めると、マニ教や仏教など他宗教に対する弾圧が始まり、ユダヤ教もその例外ではなくなった。しかし息子のシャープール1世は一転してユダヤ人に対して寛容であり、彼らの共同体の育成を進めた。
また4世紀に帝国の黄金期を築き上げたシャープール2世は母親がユダヤ人の生まれであるからか、帝国内のユダヤ人に対する信教の自由を認めた。

### 初期イスラーム
639年のカーディシーヤの戦い、644年にニハーヴァンドの戦いでアラブ人のイスラーム教徒がペルシア軍を破った直後にサーサーン朝は滅亡、イスラーム教徒による支配が行われるようになった。同時にシャリーア法の適用によりユダヤ人はキリスト教徒と同じくズィンミー（啓典の民）と呼ばれ、信仰の自由は以前と同じく保護され、同時期のヨーロッパで迫害されていたユダヤ人より格段によい扱いを受けていたが、それと引換えにジズヤ（人頭税）やハラージュ（土地税）を取られることとなった。
イスラーム教徒による征服後のイランでは、ユダヤ人は医師、学者、職人などの職について生計を立てており、天文学者マーシャーアッラーのような優れた学者たちは君主に重んじられた。

### モンゴル帝国
1256年にモンゴル帝国の開祖チンギス・ハンの孫フレグはイラン北東部のホラーサーン地方の行政権を得、2年後にはバグダードを制圧してアッバース朝を滅ぼし、最盛期には東は現在のバルーチスターン地方から西はアナトリア半島にまで及ぶ広大な領域にわたるイルハン朝（フレグ・ウルス）を建てた。この時期はイラン＝イスラーム文化が発達した時期であったが、その背景には君主によるユダヤ系知識人の起用があった。

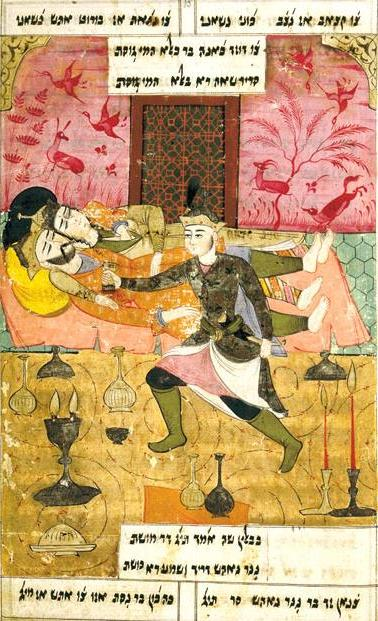
ニザーミー・ギャンジェヴィーによる悲恋物語「ホスローとシーリーン」のヘブライ語訳版。

初期のイルハン朝は領土が広く被征服民の宗教・人種・民族性も多様であったことから、既にその土地に根付いていたイスラーム教徒のみならず、ネストリウス派キリスト教（景教）信徒やユダヤ教徒に対しても寛容であった。実際にフレグの子アバカも景教徒であったし、その子アルグンはユダヤ人のサアド・アッ＝ダウラを宰相に起用している。
しかしアルグンの死後に起こった内紛の後、1295年に息子のガザンが王位に就くと、イランのイスラーム化が始まると同時に異教徒に対する弾圧や人頭税の徴収も再開され、教会やシナゴーグ、仏教寺院など異教の宗教施設は破壊された。これは弟オルジェイトゥの代になっても続けられ、同時期にユダヤ人医師ラシードゥッディーンを含む多くのユダヤ人がイスラームへ改宗した

### サファヴィー朝・アフシャール朝・カジャール朝
モンゴルに取って代わって成立したサファヴィー朝ではシーア派が国教とされ、ユダヤ人を始めとした非イスラム教徒は差別的な扱いを受けた。穢らわしい存在として行動を制限された他、ユダヤ人であることを示すワッペンの着用も強制された。ナーディル・シャーによってシーア派の聖地であるマシュハドへのユダヤ人居住が認められたものの、シャーの殺害からポグロムが起き多数のユダヤ人が犠牲になったばかりか生き残った者も強制的にイスラームに改宗させられた。しかしマシュハドの改宗者は表面的にイスラームとして振る舞いながらも密かにユダヤ教徒としてのを守り続け、1946年にイスラエルに移住して今日に至るまでまとまったコミュニティを形成している。

### イラン・イスラーム体制
イラン・イスラーム体制下でもユダヤ人コミュニティは存在しており、ユダヤ人の国会議員がいる。

## 主なイランのユダヤ人

### 旧約聖書時代～サーサーン朝
- ダニエル
- ハバクク[5]
- エステル
- モルデカイ

### 中世
- マーシャーアッラー
- ラシードゥッディーン・ハマダーニー

### 近現代

#### イスラエル
- モシェ・カツァブ（元イスラエル大統領）
- ミハエル・ベン＝アリ（国会議員）
- シャウル・モファズ（臨時イスラエル通産大臣）
- リタ・クラインシュタイン（女性歌手）

#### アメリカ合衆国
- ジミー・デルシャド（政治家。カリフォルニア州ビバリーヒルズ市元市長）
- アイザック・ラリアン（実業家、MGAエンターテインメント（英語版）社CEO。子供向け着せ替え人形ブラッツの発案者）
- ボブ・ヤーリ（映画プロデューサー）
- ショーン・トーブ（映画俳優。「クラッシュ」）
- バハー・スーメク（映画女優。「クラッシュ」「ソウ3」）